# Pekao Open 2002
Il Pekao Open 2002 è stato un torneo di tennis facente parte della categoria ATP Challenger Series nell'ambito dell'ATP Challenger Series 2002. È stata la 10ª edizione del torneo e si è giocato a Stettino in Polonia dal 16 al 22 settembre 2002 su campi in terra rossa.

## Vincitori

### Singolare
Nikolaj Davydenko ha battuto in finale  David Sánchez con il punteggio di 6–3, 6–3.

### Doppio
José Acasuso /  Andrés Schneiter hanno battuto in finale  Leoš Friedl /  David Škoch con il punteggio di 6–4, 7–5.